# Singolare
Singolare — двадцать девятый студийный альбом итальянской певицы Мины, выпущенный в 1976 году на лейбле PDU.
Альбом занял лидирующую позицию в еженедельном хит-параде, в годовом же чарте альбом занял десятое место.
Изначально распространялся как двойной альбом вместе с Plurale, впоследствии они продавались по отдельности.

## Список композиций
| №  | Название                             | Автор(ы)                                                   | Длительность |
| -- | ------------------------------------ | ---------------------------------------------------------- | ------------ |
| 1. | «Sognando»                           | Дон Баки                                                   | 4:05         |
| 2. | «Devo dirti addio (Pra dizer adeus)» | Бруно Лауци, Эду Лобу                                      | 3:58         |
| 3. | «Colpa mia»                          | Джан Пиретти, Роберто Соффичи, Симон Лука                  | 4:02         |
| 4. | «L’ultima volta»                     | Милена Канту, Фаусто Леали                                 | 3:10         |
| 5. | «Terre lontane»                      | Эрманно Капелли, Бруно Лонги, Франко Реитано, Мино Реитано | 4:05         |

| №  | Название            | Автор(ы)                                           | Длительность |
| -- | ------------------- | -------------------------------------------------- | ------------ |
| 1. | «Ancora dolcemente» | Паоло Каселла, Фабио Массимо Кантини, Луиджи Лопес | 4:55         |
| 2. | «Io camminerò»      | Умберто Тоцци, Джанкарло Бигацци                   | 4:25         |
| 3. | «Triste»            | Антонио Амурри, Джанни Феррио                      | 5:35         |
| 4. | «Cablo»             | Камилло Кастеллари, Коррадо Кастеллари             | 3:30         |
| 5. | «Nuda»              | Дон Баки                                           | 4:00         |

## Чарты

### Еженедельные чарты
| Чарт (1976-77)           | Пиковая позиция |
| ------------------------ | --------------- |
| Италия (Musica e dischi) | 1               |

### Годовые чарты
| Чарт (1977)              | Позиция |
| ------------------------ | ------- |
| Италия (Musica e dischi) | 10      |